# شعله

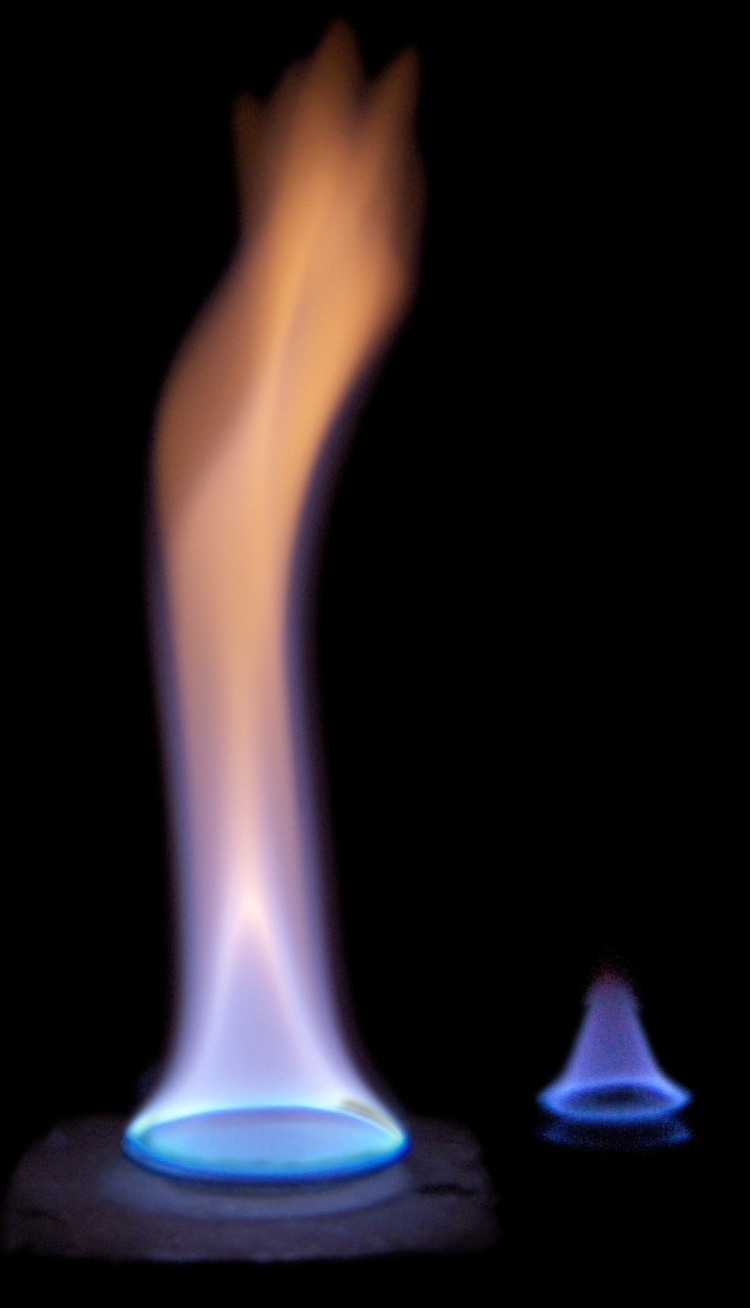
شعلهٔ اجاق گاز.

شُعله یا اَخگَر کوچک‌ترین شکل آتش است. شمع روشن نمونه خوبی از یک شعله‌است. زمانی که شعله سر بکشد و شعله‌های دیگری پدیدآورد آن را آتش می‌نامیم. سر کشیدن و ازدیاد پرسرعت آتش، آتش‌سوزی یا حریق نام دارد.
در گذشته‌های بسیار دور انسان‌های اولیه از شعله ایجاد شده توسط صاعقه می‌ترسیدند که بعدها نقش مهمی در زندگی بشر یافت.
شعله‌ها انواع مختلفی دارند و هر شعله با سوختن یک گاز یا ترکیب چند گاز پدید می‌آید یا سوختن زغال‌سنگ (زغال آنتراسیت)و چوب که دمای سوخت اکسیژن و گاز lpg حدود ۱۴۰۰ درجه و شعله چوب حدود ۶۰۰ درجه و شعله حاصل از زغال سنگ در مواقعی به ۱۵۰۰ درجه هم می‌رسد؛ که در گذشته تا به امروز برای ریخته‌گری از آن استفاده می‌شده.
شعله زمانی ایجاد می‌شود که در اثر گرم شدن یک نقطه یا محل، گازهایی ایجاد شوند و این گازها بسوزند.
دمای شعله‌ها میان ۳۰۰ تا ۱۱۰۰ درجهٔ سانتیگراد می‌باشد.

## جنس آتش و شعله
فیلسوفان شرقی معتقد بودند که در جهان چهار عنصر بنیادی وجود دارد و همه چیزی که اطراف ما وجود دارند از این چهار عنصر:خاک، آب، هوا و آتش ساخته شده‌اند.
اگر چه ما در حال حاضر می‌دانیم که در عوض چهار عنصر بیش از ۱۱۸ عنصر وجود دارد، ولی با این وجود تقسیم‌بندی گذشتگان نیز با تقسیم‌بندی امروزی حالت‌های ماده شامل :جامد، مایع ، گاز و پلاسما بسیار شبیه هم هستند. ولی آتش چه؟ آتش یک واکنش شیمیایی است که در مخلوطی از گاز اتفاق می‌افتد.
به تعبیر ساده‌تر، آتش واکنش شیمیایی است که مخلوطی از گازهای درخشان رخ می‌دهد، به‌طور معمول درخشش همراه گرما. در حال حاضر ما می‌دانیم که آتش از تعداد زیادی عنصر ساخته شده و یقیناً یک تعریف بنیادی ندارد! در اکثر موارد آتش مخلوط داغی از گازهاست؛ و شعله نتیجه یک واکنش شیمیایی، که عمدتاً بین اکسیژن هوا و یک ماده سوختی انجام می‌شود. که نتیجه این واکنش معمولا نیز کربن دی‌اکسید، بخارآب ، نور و گرماست.

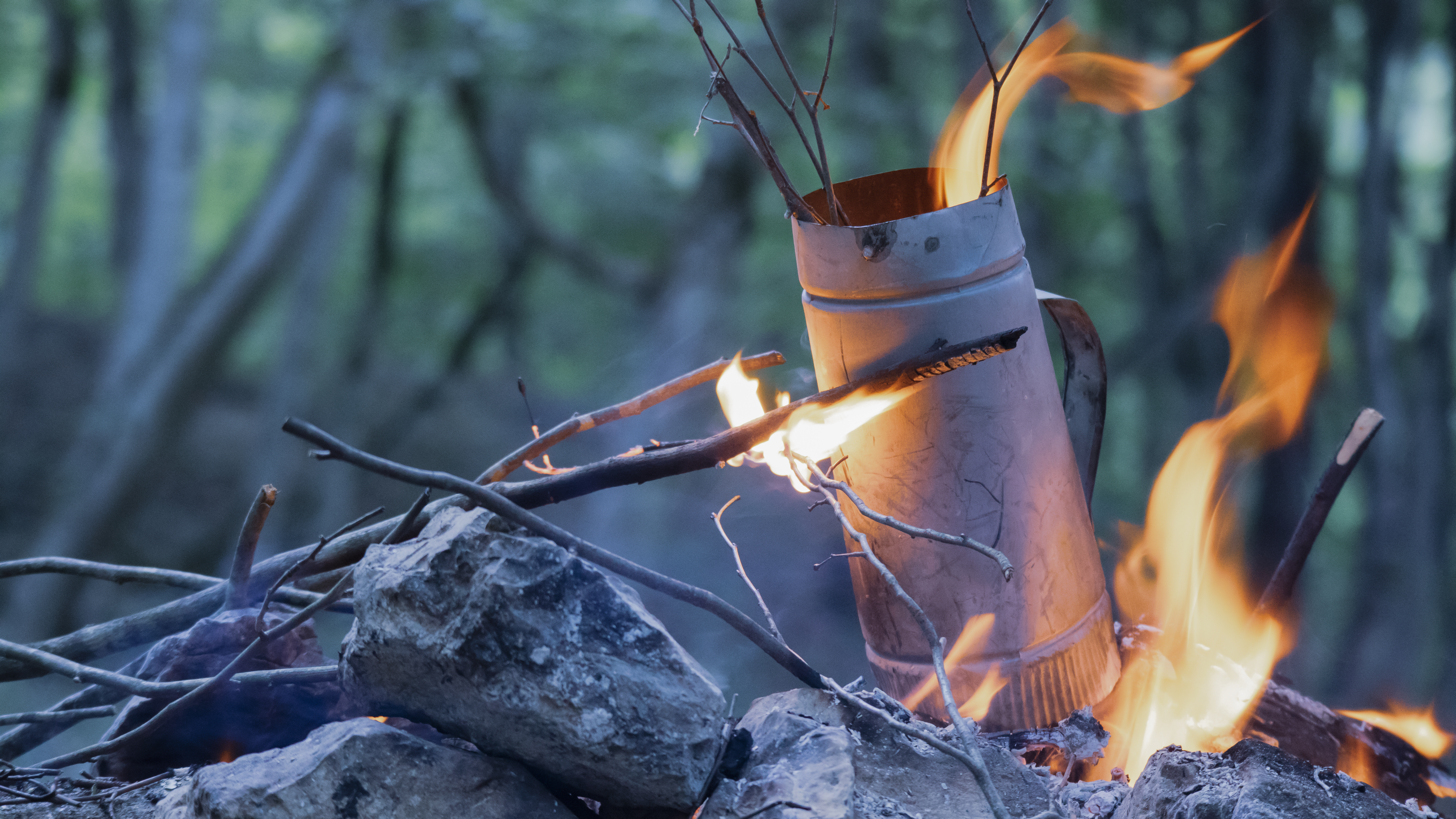
شعله آتش در جنگل

اگر شعله به اندازه کافی داغ باشد، گاز سازنده شعله یونیزه شده و حالت دیگری از ماده را می‌سازد:که پلاسما گفته می‌شود. معمولاً قسمت آبی رنگ شعله دمای بیشتری دارد و گرمترین بخش آتش را می‌سازد و بعد از آن بخش‌های زرد و قرمز هستند.
شعله همانند گاز گسترش پیدا می‌کند و شما معمولاً قادر به دیدن آن نیستید. این گسترش موجب سرد شدن آن می‌شود و زمانی که به اندازه کافی سرد شد دیگر توانایی تولید نور قابل مشاهده را نخواهد داشت.

برخی معتقدند که گاز به‌طور کلی از پلاسما تشکیل شده‌است، ولی همان‌طور که گفتیم تنها بخشی از آتش که دمای کافی را داشته باشد می‌تواند موجب یونیزه شدن گازها شده و پلاسما بسازد. 

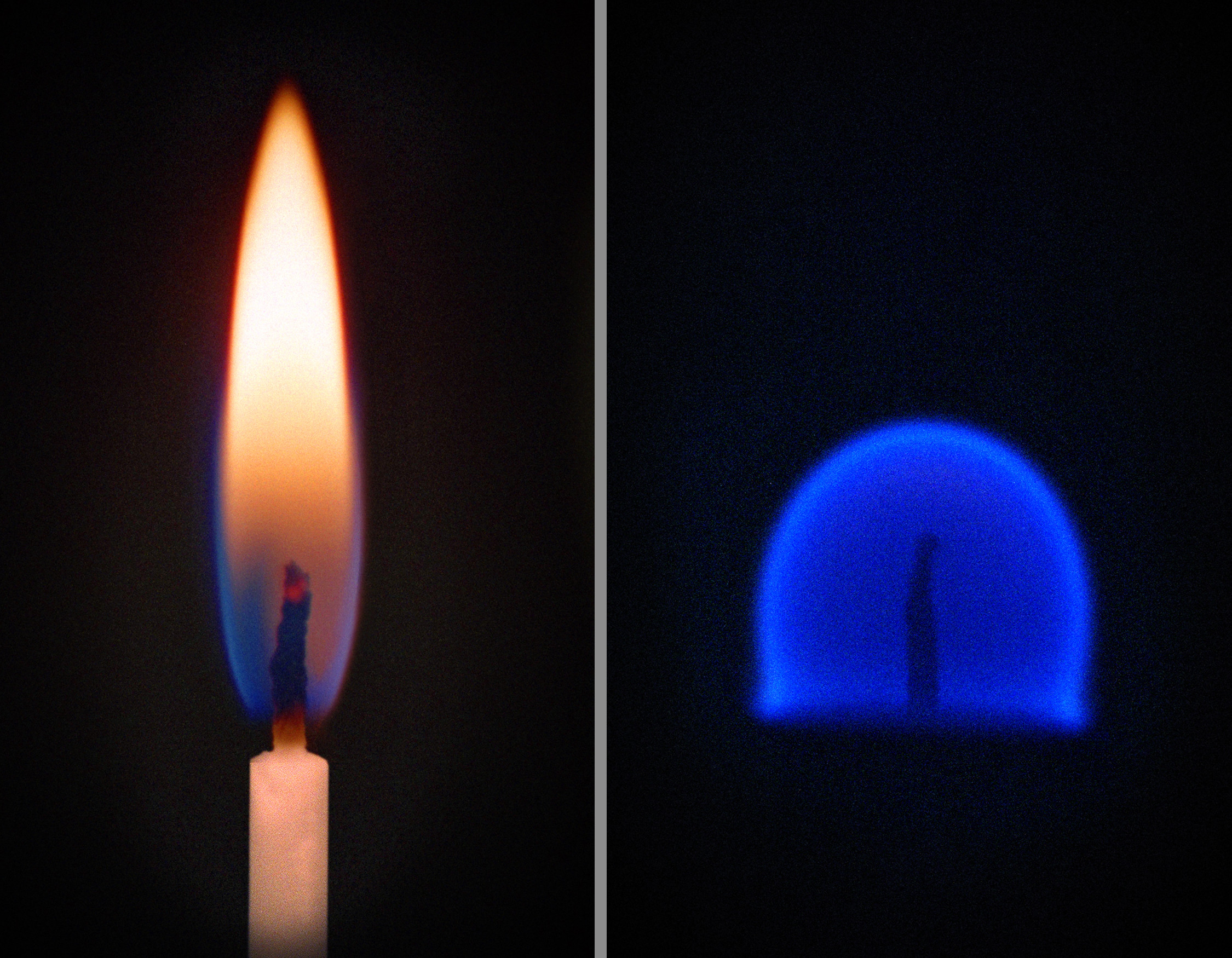
مقایسهٔ شعله شمع بر روی زمین با فضا، شعله در حالت جاذبه صفر کروی شکل است.